# Kunsthandwerk der Aborigines
Das Kunsthandwerk der Aborigines nimmt einen beträchtlichen Teil des Lebensinhalts der traditionellen Aborigines ein. Diese Gegenstände sind ein wesentlicher Teil des Handels mit Touristen. Im Gegensatz zur Kunst der Aborigines haben diese Gestände einen kunstgewerblichen Gebrauchswert und erreichen nicht das Niveau von Kunstgegenständen.

## Fasernweberei

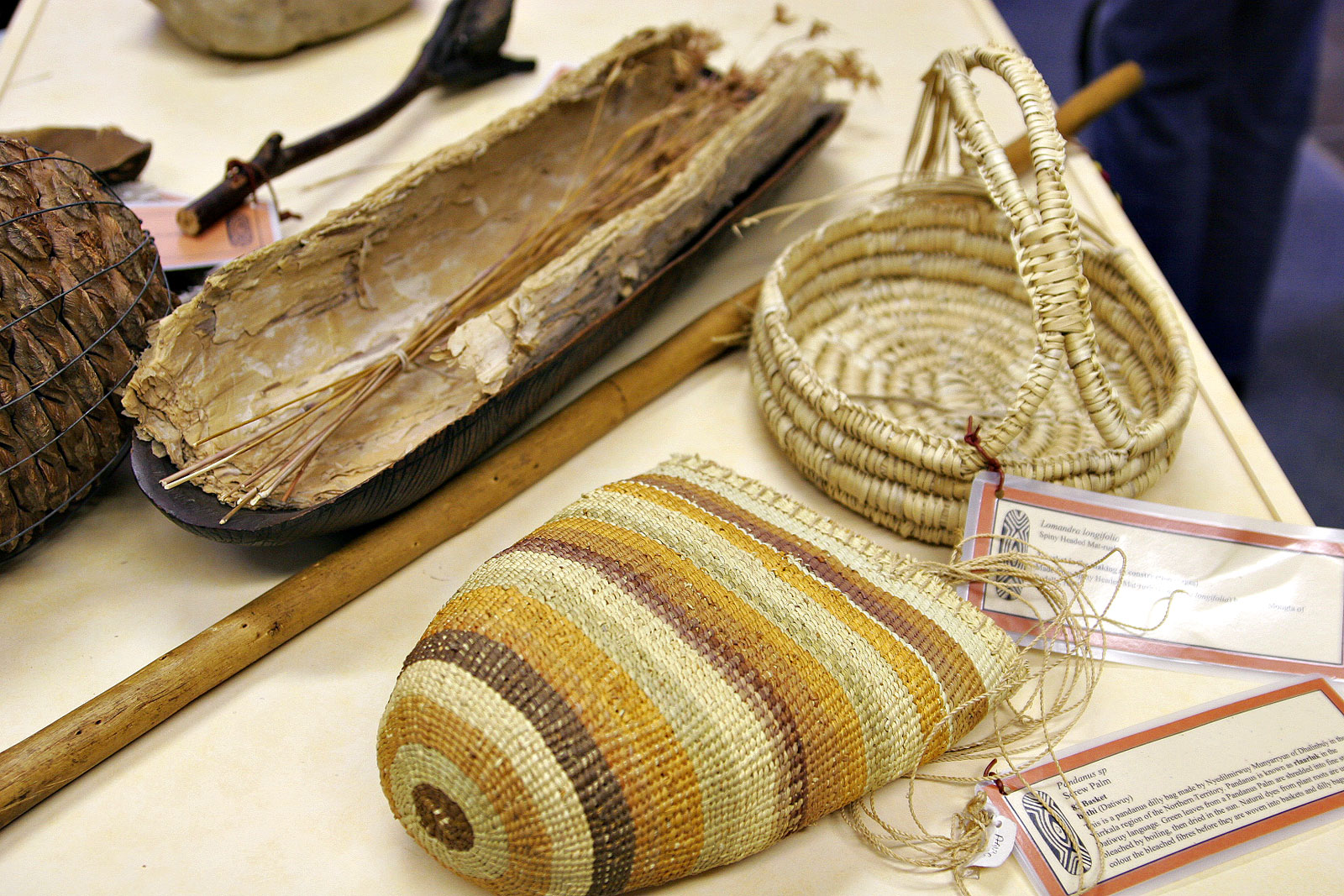
Handwerkskunst aus Gras

Die traditionelle Weberei der Aborigines verwendet Fasern verschiedener Art in Abhängigkeit von der geographischen und ethnischen Herkunft.
Körbe wurden auf allen Teilen des Kontinents häufig aus verschlungenen Fasern von Baumrinde hergestellt. Mit dieser Technik werden heute Körbe für die Souvenir-Industrie gefertigt. Die Rinde des Kurrajong ist populär, wie auch von Fluss-Wattle, Sand-Feige, Banyan-Feige, Burney-Wein  und Erdnuss-Baum. Im Norden wird mit enger gewobenem Stil gearbeitet, im Süden webt man Taschen wie die Dilly-Bag lockerer.

## Haargeflecht
Schnüre aus Haaren waren verbreitete traditionell von Aborigines hergestellte Textilien. Insbesondere Frauen schnitten ihr Haar regelmäßig mit Messern aus Quarz oder Feuerstein. Das Haar wurde auf Spindeln, die auf den Schenkeln gerollt wurden, in lange Fäden gesponnen und dann zu Schnüren geflochten. Daraus wurden z. B. Ringe gefertigt, die auf dem Kopf getragen wurden, um darauf dann ein Coolamon (ein Gefäß) zu stellen, Bänder, um das Haar aus dem Gesicht zu halten, bei Speeren wurde damit die Spitze an den Schaft gebunden und Bälle zum Spielen. Ein Mehrzweck-Gürtel wurde hergestellt, an dem etwas gehängt werden konnte: Etwa Kleinwild wie Echsen, um die Hände bei langen Wanderungen und bei der Jagd freizuhalten.
In einigen Gruppen wie den Pitjantjatjara wurde eine kleine Schürze für junge Mädchen in der Pubertät hergestellt, mit dem diese ihre Scham bedeckten. Bis heute sprechen die Leute in Central Australia davon, dass einem Mädchen der Faden gebrochen wurde ("string broken"), was sexueller Missbrauch oder vorehelicher Sex bedeuten kann.
In manchen Völkern der Aborigines trugen auch Erwachsene Lendenschurz-ähnliche Kleidung, die vom Gürtel herunterhing. Diese war entweder aus Fäden hergestellt oder aus anderem Material wie papierdünne Baumrinde. In den Kimberleys trugen die Männer Rijis, das sind aus Perlmutt hergestellte Bedeckungen, die als sehr heilig gelten. Einige Textilien wurden nur bei Zeremonien getragen, wie Röcke von Frauen.
Die Fäden wurden in verschiedenen Farben gefärbt, zum Beispiel mit Ocker.

## Haar- und Grasgeflecht
Gräser wurden mit Haar zusammen verarbeitet, um festere Fasern herzustellen. In trockenen Gebieten wurde dazu Spinifex genutzt, wohingegen am Top End Palmen wie Pandanus verwendet wurden. Pandanus und Sand-Palme wurden in der Daly-River-Region und im Arnhem Land verwendet, um Trage-Körbe, Wandbilder, Bodenmatten und Fischer-Netze herzustellen.

## Töpferei
In der australischen Kultur der Aborigines gibt es keine Töpfertradition, und so haben sich erst seit den 1960er Jahren in Australien Töpfereien gegründet. Eine der bekanntesten befindet sich in Hermannsburg. Es handelt sich um eine Töpferei auf hohem kunsthandwerklichen Niveau von Aborigine-Frauen, deren Produkte in Australien und im Ausland nachgefragt werden. Sie modellieren in ihrem Stil meistens Gebrauchsgegenstände wie Töpfe verziert mit Tierskulpturen, die sie farblich fassen und anschließend brennen.

## Didgeridoo
Von den Didgeridoos, einem Blasinstrument der Aborigines, sind vereinzelte Exemplare für besondere zeremonielle Funktionen aufwändig bemalt. Diese Art der Bemalung wird inzwischen jedoch meistens speziell für den touristischen Verkauf angefertigt und es wurde bekannt, dass es in den Touristenläden Angebote dieser Instrumente gibt, die in den wenigsten Fällen von Aborigines angefertigt wurden. Im Februar 2007 berichtete die Territory Art Ministerin, Marion Scrymgour, dass Rucksacktouristen zum Teil die Hersteller von Kunsthandwerk der Aborigines waren. Es handelte sich vornehmlich um kunsthandwerklich Produkte, die in Australien in Touristenshops verkauft wurden und ein besonders extremer Missbrauch wurde bei der industriellen Herstellung von Didgeridoos und der Bemalung durch Rucksacktouristen festgestellt.

## Kunsthandwerk und Fälschungen
Im März 2006 berichtete ABC über den Betrügereien mit Kunst und kunsthandwerklichen Produkten in Western Australia. Anschuldigungen wurden gemacht über schlechte Arbeitsbedingungen, gefälschte Arbeit von englischen Rucksacktouristen, überzogene Preise und Künstler, die mit Kunstwerken für Fotografien posierten, die nicht ihre eigenen waren.
Im August 2006 startete daraufhin der Australische Senat eine Untersuchung. Die Untersuchung wurde 10 Monate lang durchgeführt und stellte Beweise aus allen Teilen Australiens zusammen, wobei auch öffentliche Anhörungen in Western Australia, Northern Territory, Sydney und Canberra durchgeführt wurden.
Als im Februar 2007 der Abschlussbericht veröffentlicht wurde, wurde bekannt, dass zum Teil die Hersteller von kunsthandwerklichen Produkten, die als Kunsthandwerk der Aborigines deklariert waren, Rucksacktouristen waren. Ein Großteil der Didgeridoos waren industriell gefertigt und von den Touristen bemalt worden.
Daraufhin gab der Senat am 21. Juni 2007 29 Empfehlungen aus, unter anderem
- allgemeine öffentliche Finanzierung in die Infrastruktur des Sektors
- stärkere Polizeikontrollen, um unethische Geschäftspraktiken zu reduzieren
- Einführung eines Code of Practice in diesem Sektor
- Regierungsbehörden implementieren einen Prozess, wie sie mit indigener Kunst umgehen

Der Bericht schlug vor gesetzliche Maßnahmen zu ergreifen, falls die Missstände nicht beseitigt werden.